# Beaupuy (Haute-Garonne)
Beaupuy (okzitanisch: Bèlpuèg) ist eine  französische Gemeinde mit 1.225 Einwohnern (Stand: 1. Januar 2022) im  Département Haute-Garonne in der Region Okzitanien (vor 2016 Midi-Pyrénées). Sie gehört zum Arrondissement Toulouse und zum Kanton Toulouse-10 (bis 2015: Kanton Toulouse-8). Die Einwohner werden Beaupéens genannt.

## Geografie
Beaupuy liegt etwa neun Kilometer ostnordöstlich von Toulouse. Umgeben wird Beaupuy von den Nachbargemeinden Castelmaurou im Norden und Nordwesten, Gragnague im Norden und Nordosten, Lavalette im Osten und Südosten, Mondouzil im Süden, Montrabé im Südwesten sowie Rouffiac-Tolosan im Westen und Nordwesten.

## Bevölkerungsentwicklung
| 1962                      | 1968 | 1975 | 1982 | 1990 | 1999 | 2006 | 2013 | 2019 |
| ------------------------- | ---- | ---- | ---- | ---- | ---- | ---- | ---- | ---- |
| 207                       | 196  | 239  | 727  | 1039 | 1095 | 1296 | 1254 | 1340 |
| Quelle: Cassini und INSEE |      |      |      |      |      |      |      |      |

## Sehenswürdigkeiten

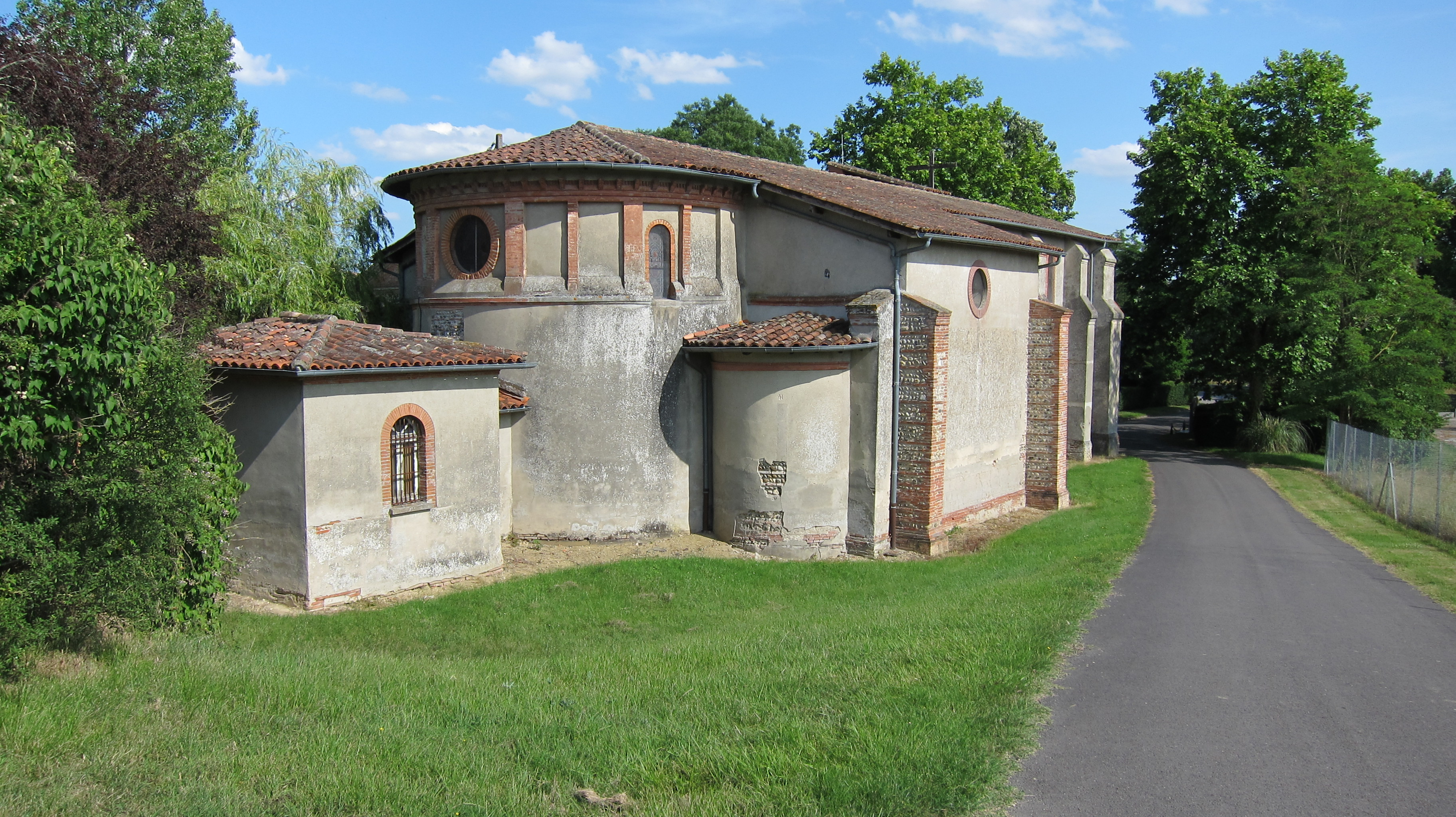
Kirche Saint-Martial

- Kirche Saint-Martial

## Persönlichkeiten
- Hervé Florio (* 1950), Radrennfahrer